# الذويب
الذويب قرية سعودية، في محافظة المويه بمنطقة مكة المكرمة، تقع في شرق مدينة الطائف بمسافة نحو ( ) كم.

## أنظر أيضًا
- أبو لبن
- أم السلم (محافظة المويه)
- أم شواح